# Sabahphrynus maculatus
A Sabahphrynus maculatus a kétéltűek (Amphibia) osztályába, a békák (Anura) rendjébe és a varangyfélék (Bufonidae) családba tartozó Sabahphrynus nem monotipikus faja. Nevét felfedezésének helyéről, a malajziai Sabah szövetségi államról kapta. A fajt korábban Ansonia anotis néven emlegették. Egyes példányai megegyeztek a Pedostibes maculatus fajjal, ami a Nectophryne maculata szinonimája. Mindezeket az addig különállónak hitt fajokat egyetlen nembe sorolták, a nem egyetlen faja a Sabahphrynus maculatus lett.

## Elterjedése
A faj Malajziában, a Borneó szigetén elterülő két maláj állam egyikében, Sabahban honos, közepes tengerszint feletti magasságban. A faj holotípusát, egy felnőtt nőstény békát, a Kinabalu Parkban, 880 méter magasságban gyűjtötték. Víz közelében, a talajszinttől 1-2 méteres magasságban él.

## Megjelenése
A Sabahphrynus maculatus apró testű, karcsú békafaj. A nőstények hossza elérheti az 52 mm-t, a hímeké a 39 mm-t. Hátsó végtagjai hosszúak és vékonyak. A lábujjak között mérsékelt méretű úszóhártya található. Orra túlnyúlik az alsó állkapcsán. Felső állkapcsa az alsón túl, és lefelé nyúlik. Háta világoszöld. A végtagokon keresztirányú sötét sávok láthatók. Hasi oldala életkortól és nemtől függően krémszínű vagy halványbarna.

## Természetvédelmi helyzete
A fajra a fő veszélyt élőhelyének megváltozása és pusztulása jelenti erőirtás és fakitermelés következtében.